# لا تسرق
«لَا تَسْرِقْ» هي الوصية الثامنة من الوصايا العشر في الكتاب المقدس العبري، والتي كُتبت على ألواح موسى. تُعتبر هذه الوصايا ضروريات أخلاقية، ولا تزال تعتبر قانونًا قابلاً للإنفاذ من قبل البعض. ويصف سفر الخروج الوصايا العشر على أنها كلام الرب، نقشت على لوحين حجريين بإصبع الرب، كسرها موسى، وأعاد الرب كتابتها على أحجار بديلة.
فُسّرت «السرقة» في هذه الوصية تقليديا من قبل التعليقات اليهودية بسرقة إنسان حقيقي أي الاختطاف، بما في ذلك الاتجار بالبشر. كما إن الترجمة السياقية للوصية في التقاليد اليهودية «لا تخطف».
لكن فُسرت هذه الوصية في التقاليد غير اليهودية على أنها الاستيلاء غير المصرح به على الملكية الخاصة (السرقة)، وهو إجراء غير مشروع محظور بالفعل في مكان آخر من الكتاب المقدس العبري لكن عقوبته ليست الموت بينما عقوبة الاختطاف الإعدام.